# Elise Konstantin-Hansen
Elise Konstantin-Hansen, født Constantin-Hansen (4. maj 1858 på Frederiksberg – 25. februar 1946 i Ågård ved Kolding) var en dansk maler og datter af maleren Constantin Hansen. Hun var søster til væveren Kristiane Konstantin-Hansen, maleren Sigurd Konstantin-Hansen og direktør Karl Kristian Konstantin-Hansen.
I hjemmet modtog Elise Hansen undervisning i maleri og tegning af faderen og 1879-80 af genremaleren Christen Dalsgaard i Sorø. Senere gik hun en tid hos Laurits Tuxen, og 1885-86 var hun elev af Gaston Veuvenot Leroux i Paris. Efter et ophold på Askov Højskole 1886-87 søgte hun 1888 ind på Kunstakademiets Kunstskole for Kvinder på modellinjen.
Elise Konstantin-Hansen tegnede som ganske ung broderimønstre til søsteren Kristianes og Johanne Bindesbølls forretning i Købmagergade. Som keramiker arbejdede hun i Johan Wallmanns pottemagerværksted i Utterslev sammen med Thorvald Bindesbøll samt Joakim og Niels Skovgaard og deres søster Suzette Holten og Theodor Philipsen. Som maler malede hun i begyndelsen naturalistiske motiver, og senere blev det mere stiliseret og ornamentik, inspireret af naturen og fuglelivet på Venø, hvor hun ofte opholdt sig.
Fra 1899-1916 underviste hun i tegning og kunsthistorie på Ågård Friskole/Folkehøjskole. Hun bosatte sig senere i et landsbyhus i Ågard.
Efter at hendes syn svækkedes i løbet af 1930'erne, måtte hun opgive at male og forfattede bl.a. erindringer. Andre litterære arbejder var eksempelvis artikler i Højskolebladet om danske kunstnere.
| - Værker af Elise Konstantin-Hansen - Volture, grib, 1893 - Hønsene på morgenudflugt, 1898 - Strandparti med flyvende måger, 1902 - Hjørne af Hønsegaarden, 1913 - Ågård, ca. 1915 - Landskab med kornmark og høns, ca. 1923 - Strandparti med mågekoloni, 1924 - Farverige fugle ved en redekasse - En stærekasse |

## Udstillinger
Sin egentlige debut fik Elise Konstantin-Hansen på den censurerede kunstudstilling, Charlottenborg Forårsudstilling, i 1882. Fra og med 1893 og indtil 1928 udstillede hun på Den Frie Udstilling, hvor hun forblev medlem indtil sin død.
Kvindernes Udstilling fra Fortid og Nutid blev afholdt i 1895, og her deltog hun med syv malerier, primært strand- og fuglebilleder.
I 1890 og 1891 udstillede hun i Kunstforeningen, København
1920 deltog Elise Konstantin-Hansen i Kvindelige Kunstneres Retrospektive Udstilling, som blev afholdt i Den Frie Udstillings Bygning. Her fandtes femten katalognumre under hendes navn, heriblandt oliemalerier, en skærm i gobelin og et porcelænsarbejde.
Udstillingsoversigt
- 1882-1887, 1889-92 Charlottenborgs Forårsudstilling
- 1882 Kunstnerforeningen af 18. November
- 1893 - m. fl. år Den Frie Udstilling
- 1888 Dekorationsforeningen, Nordisk udstilling i København
- 1889 Verdensudstillingen i Paris
- 1893 Verdensudstillingen i Chicago
- 1890 Moderne Dansk Kunst, Kunstforeningen
- 1895 Kvindernes Udstilling fra Fortid og Nutid
- 1897 Konst- och Industriutställing, Stockholm
- 1901, 1911 Raadhusudstillingen, København
- 1910 Die grosse berliner Ausstellung, Berlin
- 1911 Die dänische Ausstellung, Berlin
- 1920 Kvindelige Kunstneres Retrospektive Udstilling, København
- 1948 Danish Art Treasures through the Ages, London
- 1952 Danske Kunstnerslægter, Charlottenborg
- 1976 Kunstforeningen, København

Separatudstillinger
- 1891 Kunstforeningen, København
- 1905, 1917 Danske Kunsthandlere, København

## Rejser og studieophold
- 1882 Italien
- 1885-86 Paris, studieophold på Louis Héctor Leroux' atelier for kvinder[2]
- 1894-95 Grækenland, sammen med maleren Niels Skovgaard og hustruen Ingeborg
- 1905 London

## Værker (ufuldstændige lister)
Maleri
- Drenge uden for en Grønthandel (1885, belønnet med De Neuhausenske Præmier)
- To landsbybørn (1891) Museum Sønderjylland
- Keramisk fad med gul blæretang (1887) Designmuseum Danmark
- Keramisk fad med krabber (1888) Designmuseum Danmark
- Keramisk relief med strandskader (1888) Designmuseum Danmark
- Skildpadde med unge på ryggen (1899) Designmuseum Danmark
- Hønsene paa Morgenudflugt (1898)
- Måger (1899). Carl Nielsen Museet
- Fugle på strand også benævnt Terne staaende i Vandkanten (1899) Carl Nielsen Museet
- Stære også benævnt Stære i et neppe udsprunget Kastanietræ og Syngende Stære i Kastanietræ (1898) Carl Nielsen Museet
- Måger også benævnt Maager flyver over Rugepladsen og Flyvende Hættemaager over Rørskov (Ca. 1918-19). Carl Nielsen Museet

Akvarel
- To fugle i strandkanten (1899), blyant og vandfarve på papir. Carl Nielsen Museet
- Portræt af Olivia Holm-Møller (1905) blyant og vandfarve på papir. Kobberstiksamlingen[4]

## Hæder
- Den Hielmstierne-Rosencroneske Stiftelse 1883
- De Neuhausenske Præmier 1885
- Kunstakademiets stipendium 1890, 1891, 1894, 1895
- Det Sødringske Legat årligt fra 1916